# Омур
Омур (фр. Aumur) насеље је и општина у источној Француској у региону Франш-Конте, у департману Јура која припада префектури Доле.
По подацима из 2011. године у општини је живело 367 становника, а густина насељености је износила 39,8 становника/km². Општина се простире на површини од 9,22 km². Налази се на средњој надморској висини од 183 метара (максималној 191 m, а минималној 181 m).

## Демографија
| 1962. | 1968. | 1975. | 1982. | 1990. | 1999. | 2011. |
| ----- | ----- | ----- | ----- | ----- | ----- | ----- |
| 215   | 231   | 259   | 325   | 314   | 343   | 367   |

График промене броја становника у току последњих година